# Chan Wai Ho
Chan Wai Ho est un footballeur hongkongais né le 24 avril 1982. Il évolue au poste de défenseur.

## Carrière

### Joueur
- 1998-1999 : Hong Kong Rangers  Hong Kong
- 1999-2000 : Yee Hope  Hong Kong
- 2000-2007 : Hong Kong Rangers  Hong Kong
- 2007-2010 : South China  Hong Kong
- Depuis 2010 : Fourway Rangers  Hong Kong

## Sélections
Chan Wai Ho fait ses débuts en équipe nationale de Hong Kong le 12 novembre 2000 contre les Émirats arabes unis.
40 sélections et 3 buts avec  Hong Kong depuis 2000.

## Statistiques

### Buts en sélection
| Buts en sélection de Chan Wai Ho | Buts en sélection de Chan Wai Ho | Buts en sélection de Chan Wai Ho         | Buts en sélection de Chan Wai Ho | Buts en sélection de Chan Wai Ho | Buts en sélection de Chan Wai Ho | Buts en sélection de Chan Wai Ho         |
|                                  | Date                             | Lieu                                     | Adversaire                       | Score                            | Resultat                         | Competition                              |
| -------------------------------- | -------------------------------- | ---------------------------------------- | -------------------------------- | -------------------------------- | -------------------------------- | ---------------------------------------- |
| 1.                               | 7 mars 2005                      | Zhongshan Soccer Stadium, Taipei, Taiwan | Guam                             | 1-0                              | 15-0                             | Éliminatoires Coupe d'Asie de l'Est 2005 |
| 2.                               | 23 août 2009                     | Stade national, Kaohsiung, Taiwan        | Taipei chinois                   | 2-0                              | 4-0                              | Éliminatoires Coupe d'Asie de l'Est 2010 |
| 3.                               | 27 août 2009                     | Stade national, Kaohsiung, Taiwan        | Guam                             | 11-0                             | 12-0                             | Éliminatoires Coupe d'Asie de l'Est 2010 |

NB : Les scores sont affichés sans tenir compte du sens conventionnel en cas de match à l'extérieur (Hong Kong-Adversaire)

## Palmarès

### Club
- Avec South China
  - Champion de Hong Kong en 2008, 2009 et 2010.